# Senda Koreya

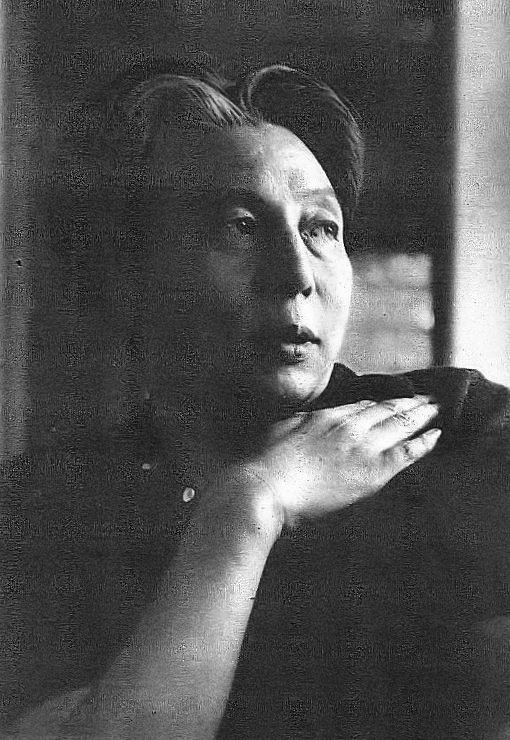
Senda Koreya

Senda Koreya (japanisch 千田 是也, eigentlich Itō Kunio; geboren 15. Juli 1904 in Tokio; gestorben 21. Dezember 1994 ebenda) war ein japanischer Filmproduzent und Filmschauspieler.

## Leben und Wirken
Senda Koreya war der jüngere Bruder von Itō Michio (1893–1961), einem Tänzer, und Itō Kisaku (1899–1967), einem Bühnenbildner. Senda absolvierte die „First Junior High School der Präfektur Tokio“ (東京府立一中学校). Nach dem Studium der Germanistik an der Waseda-Universität trat er dem 1924 gegründeten „Tsukiji-Shogekijo“ (築地小劇場) als Mitglied des Literaturclubs und Schauspielforschungsstudent bei. Er trat erstmals als Matrose in einer der Aufführungen von „Kaisen“ (海戦) – „Seekrieg“ auf.
Ab 1927 studierte Senda vier Jahre in Deutschland und beschäftigte sich mit dem revolutionären Theater der Arbeiter, u. a. in Kontakt mit Erwin Piscator. Unmittelbar nach seiner Rückkehr nach Japan gründete er die „Tokyo Theatre Group“ (東京演劇集団, Tōkyō engeki shūdan), eine Organisation von Theaterleuten, einschließlich Mitgliedern des leichten Theaters, und brachte „Kojiki Shibai“ (乞食芝居), eine Adaption von Brechts „Die Dreigroschenoper“ zur Aufführung. Darüber hinaus war er als Regisseur und Schauspieler in der „Shintsukiji Theatre Company“ (新築地劇団, Shintsukiji gekidan) und in der „Shinkyō Theatre Company“ (新協劇団, Shinkyō gekidan) tätig. Wegen seines linken Theaters kam er 1940 für zwei Jahre ins Gefängnis.
Nach dem Zweiten Weltkrieg gründete Senda mit dem Schauspieler Aoyama Sugisaku (青山 杉作; 1889–1956) und anderen das Theater „Haiyu-za“ (俳優座), das dann eine zentrale Rolle bei den neuen Theateraktivitäten spielte. Ab 1950 brachte er moderne realistische Dramen, wie die von Mafune Yutaka (1902–1977) und Tschechow heraus, bemühte sich um die Etablierung des Stanislavski-Systems in Japan und stellte Stücke von Abe Kōbō und Brecht vor. Daneben leistete er herausragende Arbeit in der Theaterpädagogik. Er spielte auch in verschiedenen Filmen wie „Tora! Tora! Tora!“ oder „Verrat an Deutschland“ mit. Seine Frau war die Schauspielerin Kishi Teruko (岸 輝子; 1905–1990).